# Otto Heidl
Otto Heidl (ur. 8 września 1910 w Arnau, zm. 11 października 1955) – SS-Hauptsturmführer, zbrodniarz hitlerowski, naczelny lekarz SS w obozie koncentracyjnym Stutthof.
Doktor medycyny, członek NSDAP (nr legitymacji partyjnej 6749377) i SS (nr identyfikacyjny 328012). Służbę w obozach koncentracyjnych rozpoczął w 1941 w Auschwitz. Od 28 kwietnia 1942 do 4 kwietnia 1945 był naczelnym lekarzem w Stutthofie. Heidl jest opisywany przez ocalałych więźniów obozu jako okrutny sadysta. Podlegający mu szpital był miejscem masowej eksterminacji więźniów, m.in. przez zastrzyki fenolu czy rozstrzeliwanie. Heidl często też dokonywał selekcji wśród niezdolnych do pracy więźniów, posyłając ich na śmierć w komorach gazowych.
W 1955 został aresztowany przez władze RFN, które wszczęły przeciwko niemu śledztwo. Było ono prowadzone przez prokuraturę w Bochum. Jednak jeszcze w tym samym roku Otto Heidl popełnił samobójstwo (powiesił się) w więziennej celi, unikając procesu.